# Kylie Masse
Pour les articles homonymes, voir Masse.
Kylie Masse, née le 18 janvier 1996 à Windsor, est une nageuse canadienne. Elle remporte la médaille de bronze du 100 m dos aux Jeux olympiques d'été de 2016 à Rio de Janeiro, l'argent sur le 100 m et le 200 m dos aux Jeux olympiques d'été de 2020 à Tokyo puis le bronze sur le 200 m dos aux Jeux olympiques d'été de 2024 à Paris.
Elle bat le record du monde du 100 m dos en 2017 lors des Championnats du monde avec un temps de 58 s 10. Elle conserve le titre mondial du 100 m dos en 2019 à Gwangju, distance sur laquelle elle remporte la médaille d'argent aux Mondiaux 2022, où Masse gagne l'or sur le 50 m dos.

## Palmarès

### Jeux olympiques
- Jeux olympiques d'été de 2016 à Rio de Janeiro :
  -  Médaille de bronze du 100 m dos.
- Jeux olympiques d'été de 2020 à Tokyo :
  -  Médaille d'argent du 100 m dos.
  -  Médaille d'argent du 200 m dos.
  -  Médaille de bronze du relais 4 × 100 m quatre nages.
- Jeux olympiques d'été de 2024 à Paris :
  -  Médaille de bronze du 200 m dos.

### Championnats du monde en grand bassin
- Championnats du monde 2017 à Budapest :
  -  Médaille d'or du 100 m dos.
  -  Médaille de bronze du relais 4 × 100 m quatre nages mixte.

- Championnats du monde 2019 à Gwangju :
  -  Médaille d'or du 100 m dos
  -  Médaille de bronze du 200 m dos.
  -  Médaille de bronze du relais 4 × 100 m quatre nages.

- Championnats du monde 2022 à Budapest :
  -  Médaille d'or du 50 m dos
  -  Médaille d'argent du 100 m dos.
  -  Médaille de bronze du relais 4 × 100 m quatre nages.

- Championnats du monde 2023 à Fukuoka :
  -  Médaille de bronze du relais 4 × 100 m quatre nages.

- Championnats du monde 2025 à Singapour :
  -  Médaille de bronze du relais 4 × 100 m quatre nages mixte.

### Championnats du monde en petit bassin
- Championnats du monde de natation en petit bassin 2016 à Windsor :
  -  Médaille d'argent du 100 m dos.
  -  Médaille d'argent du relais 4 × 100 m quatre nages.

- Championnats du monde de natation en petit bassin 2021 à Abu Dhabi :
  -  Médaille d'argent du 50 m dos.
  -  Médaille d'argent du 100 m dos.
  -  Médaille d'argent du 200 m dos.
  -  Médaille d'argent du relais 4 × 100 m quatre nages.

- Championnats du monde de natation en petit bassin 2022 à Melbourne :
  -  Médaille de bronze du 200 m dos.
  -  Médaille de bronze du relais 4 × 100 m quatre nages.
  -  Médaille de bronze du relais 4 × 50 m quatre nages mixte.

### Jeux du Commonwealth
- Jeux du Commonwealth de 2018 à Gold Coast :
  -  Médaille d'or du 100 m dos.
  -  Médaille d'or du 200 m dos.
  -  Médaille d'argent du 50 m dos.
  -  Médaille d'argent du relais 4 × 100 m quatre nages

- Jeux du Commonwealth de 2022 à Birmingham (Angleterre) :
  -  Médaille d'or du 50 m dos.
  -  Médaille d'argent du 100 m dos.
  -  Médaille d'argent du 200 m dos.
  -  Médaille d'argent du relais 4 × 100 m quatre nages.
  -  Médaille d'argent du relais 4 × 100 m quatre nages mixte.

### Championnats pan-pacifiques
- Championnats pan-pacifiques 2018 à Tokyo :
  -  Médaille d'or du 100 m dos.